# Sant Martí de Rivert

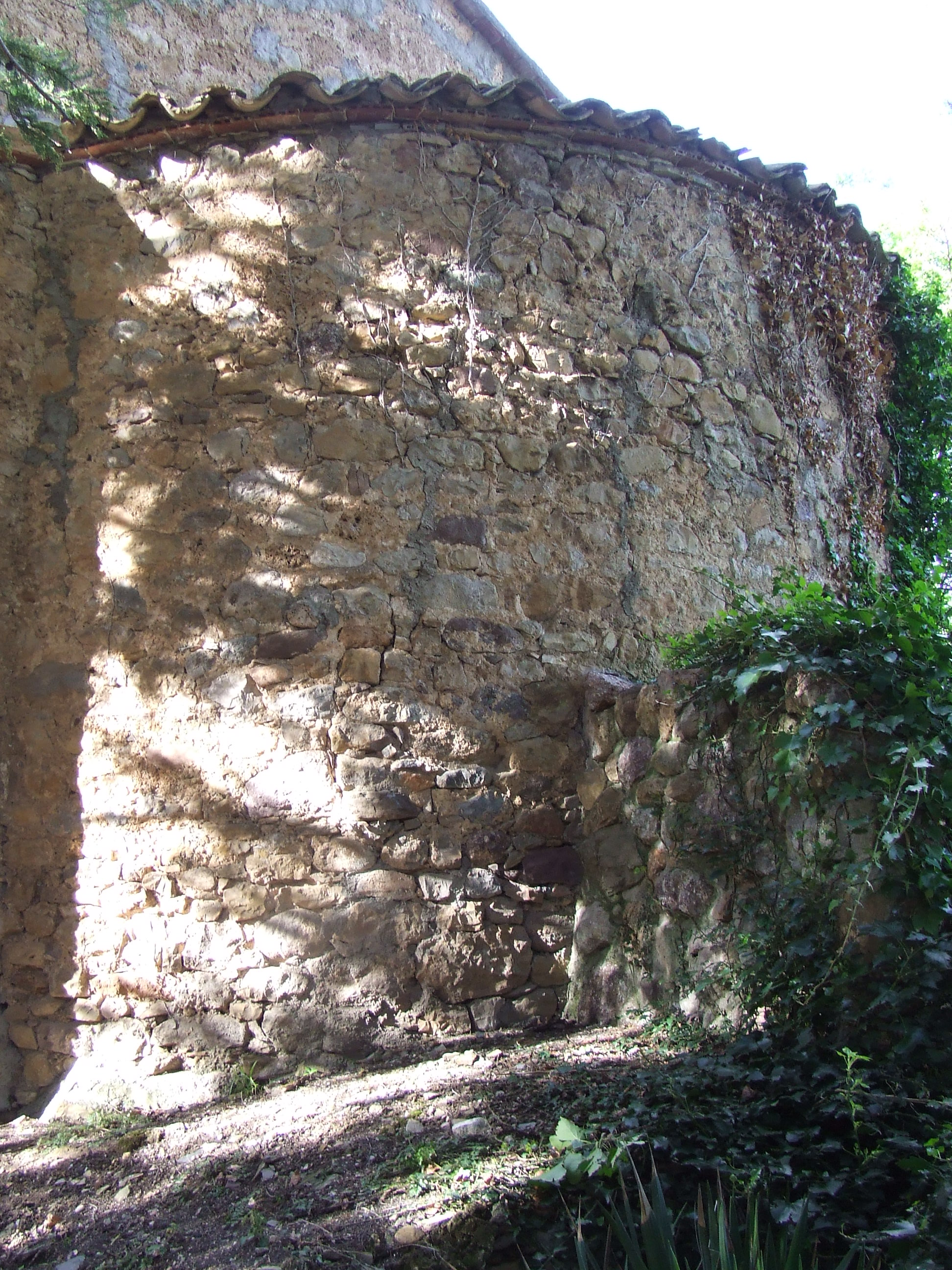
L'absis

Sant Martí de Rivert és l'església parroquial romànica del poble de Rivert, pertanyent al municipi de Conca de Dalt, al Pallars Jussà. Fins al 1969 formava part del terme municipal de Toralla i Serradell.
Situada al mig del poble de Rivert, és un edifici d'una sola nau amb absis semicircular a llevant. Modernament, es van afegir capelles a la nau, a més de reforçar-se amb contraforts. Té un parell de finestres també romàniques, una de doble esqueixada al centre de l'absis i una d'un sol vessant a migdia.
L'aparell mostra un edifici del segle xi.